# Bay City Rollers (альбом)
Bay City Rollers — третій студійний альбом шотландської групи Bay City Rollers, який був випущений у вересні 1975 року.

## Композиції
1. Keep on Dancing — 2:39
2. Give a Little Love — 3:21
3. Bye Bye Baby — 2:46
4. Remember (Sha La La La) — 2:28
5. Shang-A-Lang — 3:30
6. Marlena — 2:56
7. Summer Love Sensation — 3:13
8. Let's Go — 3:24
9. Bye Bye Baby (Baby Goodbye) — 2:42
10. Be My Baby — 3:23
11. Money Honey — 3:14
12. I Only Wanna Be With You — 3:01
13. Love Me Like I Love You — 3:13
14. Saturday Night — 2:58
15. My Teenage Heart — 2:26
16. You Made Me Believe In Magic — 2:41
17. Rock N Roll Love Letter — 3:53

## Склад
- Лес Макковн: вокал
- Ерік Фолкнер: бас, гітара, скрипка
- Стюарт «Вуді» Вуд: бас, гітара
- Алан Лонгмаєр: бас
- Дерек Лонгмаєр: ударні

## Чарти

### Щотижневі чарти
| Чарт (1975–1976)                                     | Найвища позиція |
| ---------------------------------------------------- | --------------- |
| Канада Canada Top Albums/CDs (RPM)                   | 1               |
| Нова Зеландія New Zealand Albums (Recorded Music NZ) | 4               |
| Швеція Swedish Albums (Sverigetopplistan)            | 49              |
| США Billboard 200                                    | 20              |

### Річні чарти
| Чарт (1976)                 | Позиція |
| --------------------------- | ------- |
| Canada Top Albums/CDs (RPM) | 4       |
| New Zealand Albums (RMNZ)   | 20      |
| US Billboard 200            | 65      |